# Sestrostoma depressum
Sestrostoma depressum is een krabbensoort uit de familie van de Varunidae. De wetenschappelijke naam van de soort is voor het eerst geldig gepubliceerd in 1965 door Sakai.